# Arquebisbat de Liverpool
L'arquebisbat de Liverpool (anglès: Archdiocese of Liverpool; llatí: Archidioecesis Liverpolitana ) és una seu metropolitana de l'Església Catòlica a Anglaterra. L'any 2012 tenia 513.000 batejats sobre una població d'1.135.000 habitants. Actualment està regida per l'arquebisbe Malcolm Patrick McMahon, O.P.

## Territori
L'arxidiòcesi comprèn la part sud-occidental del comtat de Lancashire, al sud del Ribble (West Lancashire i part de South Ribble), parts de Merseyside, Cheshire, el Gran Manchester, els històrics Hundreds del West Derby i Leyland i de l'illa de Man.
La seu arxiepiscopal és la ciutat de Liverpool, on es troba la catedral metropolitana de Crist Rei, dedicada el 14 de maig de 1967.
El territori s'estén sobre 1.165  km², i està dividit en 177 parròquies.

## Història
Amb l'abolició gradual de les restriccions legals de les activitats dels catòlics a Anglaterra i Gal·les a inicis del segle xix, Roma decidí a omplir el forat de segles existent des de l'època de la reina Elisabet I instituint diòcesis catòliques d'acord amb el seu model històric.
El vicariat apostòlic del Districte de Lancashire va ser erigit el 1840, prenent el territori del vicariat apostòlic del Districte septentrional (avui bisbat de Hexham i Newcastle).
El 29 de setembre de 1850, en virtut del breu Universalis Ecclesiae del Papa Pius IX cedí part del seu territori per tal que s'erigissin els bisbats de Salford i de Shrewsbury, i paral·lelament el vicariat apostòlic va ser elevat a diòcesi de Liverpool, originàriament sufragània de l'arquebisbat de Westminster.
El 27 de juny de 1851 la diòcesi s'amplia, incorporant part del territori que havia pertanyut a la diòcesi de Salford, corresponent als hundred of Leyland.
El 28 d'octubre de 1911 va ser elevada al rang d'arxidiòcesi metropolitana mitjançant la butlla del Papa Pius X.
El 22 de novembre de 1924 cedí una nova porció de territori per tal que s'erigís el bisbat de Lancaster.
El 14 de maig de 1967 va ser consagrada la catedral de Crist Rei, un modern edifici de planta circular.

## La diòcesi avui

### Servei de joves
Animate Youth Ministries és el servei de joves de l'arxidiòcesi de Liverpool. L'equip, amb seu a Lowe House, St Helens, està presidit per Fr Simon Gore, i consisteix en un equip directiu i un equip de voluntaris que viuen en comunitat a Lowe House. Animate Youth Ministries treballa amb les escoles i grups parroquials en retirs, dies i setmanes de missió, i també celebra una missa que se celebra a l'església de Santa Mania. El Liverpool Archdiocesan Youth forma una part integral del Pelegrinatge Anual Arxidiocesà de Liverpool a Lorda.

### Projecte missioner
L'arxidiòcesi de Liverpool té una llarga tradició d'enviar preveres per treballar a missions a l'Amèrica Llatina, en particular al Perú. És conegut com el Liverpool Archdiocesan Missionary Project o, col·loquialment, el LAMP.

### Pelegrinatge anual a Lorda
L'any 1923 sorgí el primer pelegrinatge arxidiocesà oficial a Lorda, continuant fins a l'actualitat, interromput només pel període de la Segona Guerra Mundial. Encapçalat per l'Arquebisbe o el seu auxiliar el pelegrinatge, d'una setmana de duració, normalment té lloc cap a finals de juliol o inicis d'agost.

## Cronologia episcopal
- George Hilary Brown † (5 de juny de 1840 - 25 de gener de 1856 mort)
- Alexander Goss † (25 de gener de 1856 - 3 d'octubre de 1872 mort)
- Bernard O'Reilly † (28 de febrer de 1873 - 9 d'abril de 1894 mort)
- Thomas Whiteside † (12 de juliol de 1894 - 28 de gener de 1921 mort)
- Frederick William Keating † (13 de juny de 1921 - 7 de febrer de 1928 mort)
- Richard Downey † (3 d'agost de 1928 - 16 de juny de 1953 mort)
- William Godfrey † (10 de novembre de 1953 - 3 de desembre de 1956 nomenat arquebisbe de Westminster)
- John Carmel Heenan † (2 de maig de 1957 - 2 de setembre de 1963 nomenat arquebisbe de Westminster)
- George Andrew Beck, A.A. † (29 de gener de 1964 - 7 de febrer de 1976 renuncià)
- Derek John Worlock † (7 de febrer de 1976 - 6 de febrer de 1996 mort)
- Patrick Altham Kelly (21 de maig de 1996 - 27 de febrer de 2013 renuncià)
- Malcolm Patrick McMahon, O.P., des del 21 de març de 2014

## Estadístiques
A finals del 2012, la diòcesi tenia 513.000 batejats sobre una població d'1.135.000 persones, equivalent al 45,2% del total, sent la diòcesi britànica amb més catòlics.
| any  | població | població  | població | sacerdots | sacerdots       | sacerdots       | sacerdots             | diaques | religiosos | religiosos | parròquies |
| ---- | -------- | --------- | -------- | --------- | --------------- | --------------- | --------------------- | ------- | ---------- | ---------- | ---------- |
| any  | batejats | total     | %        | total     | clergat secular | clergat regular | batejats por sacerdot | diaques | homes      | dones      |            |
| 1950 | 423.392  | 2.374.824 | 17,8     | 689       | 501             | 188             | 614                   |         | 268        | 1.191      | 178        |
| 1970 | 534.091  | 1.980.000 | 27,0     | 664       | 485             | 179             | 804                   |         | 264        | 1.020      | 229        |
| 1980 | 530.000  | 1.400.000 | 37,9     | 642       | 463             | 179             | 825                   | 5       | 219        | 1.221      | 226        |
| 1990 | 507.655  | 1.250.000 | 40,6     | 487       | 339             | 148             | 1.042                 | 55      | 201        | 939        | 226        |
| 1999 | 508.000  | 1.100.000 | 46,2     | 424       | 284             | 140             | 1.198                 | 84      | 196        | 590        | 223        |
| 2000 | 495.000  | 1.100.000 | 45,0     | 382       | 278             | 104             | 1.295                 | 86      | 139        | 616        | 223        |
| 2001 | 498.000  | 1.100.000 | 45,3     | 394       | 282             | 112             | 1.263                 | 89      | 147        | 616        | 227        |
| 2002 | 508.000  | 1.100.000 | 46,2     | 386       | 285             | 101             | 1.316                 | 91      | 143        | 357        | 218        |
| 2003 | 508.000  | 1.100.000 | 46,2     | 374       | 268             | 106             | 1.358                 | 95      | 148        | 458        | 206        |
| 2004 | 506.319  | 1.100.000 | 46,0     | 360       | 254             | 106             | 1.406                 | 97      | 148        | 458        | 203        |
| 2012 | 513.000  | 1.135.000 | 45,2     | 328       | 238             | 90              | 1.564                 | 106     | 105        | 438        | 177        |